# سری توانی
هر سری به صورت {\displaystyle \sum _{n=0}^{\infty }a_{n}x^{n}} را یک سری توانی به مرکز 0، و اگر c عددی حقیقی باشد، سری {\displaystyle \sum _{n=0}^{\infty }a_{n}(x-c)^{n}} را یک سری توانی  به مرکز c می‌نامیم. 
با جایگزینی هر مقدار مختلط به جای x در عبارت بالا یک سری عددی به دست می‌آید که ممکن است همگرا یا واگرا باشد. وقتی {\displaystyle a_{n}}ها حقیقی باشند، یک سری توانی حقیقی داریم.

## ویژگی‌های سری توانی
1) اگر سری توانی به مرکز صفر، به ازای عدد ناصفر {\displaystyle x=X_{1}} همگرا باشد، آنگاه به ازای هر مقدار x که |{\displaystyle X_{1}}|>|{\displaystyle x}| همگرای مطلق است.
2) اگر سری توانی به مرکز صفر، به ازای عدد ناصفر {\displaystyle x=X_{1}} واگرا باشد، آنگاه به ازای هر مقدار x که |{\displaystyle X_{1}}|<|{\displaystyle x}| واگراست.
3) اگر {\displaystyle \sum _{n=0}^{\infty }a_{n}x^{n}} یک سری توانی باشد، آنگاه دقیقاً یکی از حالتهای زیر رخ می‌دهد: 
الف) این سری تنها به ازای {\displaystyle x=0} همگراست.
ب) این سری به ازای هر مقدار x همگرای مطلق است.
ج) عدد مثبت {\displaystyle r} وجود دارد به طوری که سری فوق همگرای مطلق است اگر {\displaystyle |x|<r} و واگراست اگر {\displaystyle |x|>r} .

## شعاع همگرایی
فاصله همگرایی یک سری توانی، فاصله‌ای واقع بین نقاط r- و r+ است بطوری که به ازای نقاط x درون این فاصله سری همگرایی مطلق و به ازای نقاط x بیرون آن واگراست. عدد r را شعاع همگرایی سری توانی می‌نامند.

## قضیه مشتق‌گیری سری‌های توانی
اگر {\displaystyle \sum _{i=0}^{n}a_{i}x^{i}} یک سری توانی با شعاع همگرایی{\displaystyle r>0} باشد، آنگاه شعاع همگرایی سری {\displaystyle \sum _{i=1}^{n}ia_{i}x^{i-1}} که حاصل از مشتق‌گیری جمله به جمله سری داده شده‌است، برابر با {\displaystyle r} است اگر چه قضیه مشتق‌گیری بیان می‌کند که مشتق اول سری توانی {\displaystyle \sum _{i=0}^{n}a_{i}x^{i}} با شعاع همگرایی ناصفر، وجود دارد ولی، چون سری مشتق شده خود یک سری توانی با همان شعاع همگرایی است، از این سری نیز می‌توان مشتق گرفت. در نتیجه سری داده شده دو بار مشتق‌پذیر است. با تکرار این روند، نتیجه می‌گیریم که همه مشتقهای یک سری توانی با شعاع همگرایی {\displaystyle |r|\geq 0} در بازه ({\displaystyle r} , + {\displaystyle r} -) وجود دارند. با این توضیحات به ذکر یک قضیه می‌پردازیم.
قضیه
اگر سری توانی در فاصله ({\displaystyle r} , + {\displaystyle r} -) همگرا باشد، آنگاه مجموع آن نمایشگر تابعی است که در فاصله همگرایی دارای مشتقهای تا مرتبه n ام است، و هر یک از مرتبه‌های مشتق مثلاً مشتق مرتبه n ام مجموع سری، برابر مجموع یک سری است که به n بار مشتق‌گیری جمله به جمله از سری مفروض حاصل می‌گردد. علاوه بر این، فاصله همگرایی هر سری حاصل از مشتق‌گیری، همان فاصله همگرایی سری مفروض، یعنی ({\displaystyle r} , + {\displaystyle r} -) است.

## قضیه انتگرال‌گیری سری‌های توانی
اگر شعاع همگرایی سری توانی {\displaystyle \sum _{i=0}^{\infty }a_{i}x^{i}} برابر با {\displaystyle r}> 0 باشد، آنگاه
شعاع همگرایی سری {\displaystyle \sum _{i=0}^{\infty }{\frac {a_{i}}{i+1}}x^{i+1}+C}، حاصل از انتگرال‌گیری جمله به جمله از سری داده شده، برابر با {\displaystyle r} است.